# Sportivo Luqueño
A Club Sportivo Luqueño egy paraguayi labdarúgóklub, melynek székhelye Luqueban található. A klubot 1921-ben alapították. Jelenleg az első osztályban szerepel. A paraguayi bajnokságot 3 alkalommal nyerte meg.
Hazai mérkőzéseit az Estadio Feliciano Cáceresben játssza, amely létesítmény 28 000 fő befogadására alkalmas. A klub hivatalos színei: sárga-kék.

## Sikerlista
- Paraguayi bajnok (3): 1951, 1953, 2007 Apertura